# Couvent de la Sainte-Baume
Le couvent de la Sainte-Baume (ou monastère de la Sainte-Baume) est un couvent dominicain construit à proximité immédiate de la grotte de la Sainte-Baume, dans le Var (France). L'établissement monachique en ce lieu remonte au Ve siècle, d'abord simple prieuré, puis monastère bénédictin, il est confié  à la fin du XIIIe siècle (par les autorités civiles) aux dominicains.
Endommagé et pillé lors des guerres de Religion, entièrement rasé à la Révolution, le couvent est reconstruit au milieu du XIXe siècle, lors du retour des moines dominicains sur le site. Plusieurs communautés religieuses se succèdent jusqu'au retour définitif des frères dominicains en 2002.
L'édifice, de taille modeste, est construit à flanc de falaise, en surplomb du vide.

## Historique

### Fondation du sanctuaire
Vers 415, saint Jean Cassien fonde un premier couvent à Marseille : l'abbaye Saint-Victor.
La tradition rapporte qu'au Ve siècle, un premier prieuré est fondé dans la grotte par Jean Cassien, après avoir établi son premier couvent à Marseille : l'abbaye Saint-Victor. Il serait venu lui-même régulièrement prier dans la grotte et résider dans le prieuré,.
Les moines de l'abbaye de Saint Victor continuent de desservir la grotte jusqu'au XIe siècle, accueillant les pèlerins qui viennent prier dans la grotte. En 1070, un monastère de moines bénédictins est fondé à l'entrée de la grotte pour y accueillir les pèlerins qui s'y rendent de plus en plus nombreux, et y assurer les offices.

### Arrivée des Dominicains
En 1279, Charles II d'Anjou fait réaliser des fouilles dans l'église de Saint-Maximin et retrouve les reliques de Marie-Madeleine. Le 21 juin 1295, il obtient du pape Boniface VIII une bulle pontificale, qui confie au jeune ordre des dominicains la charge des lieux saints : la basilique de Saint-Maximin (qu'il fait construire) et le sanctuaire construit autour de la grotte de la Sainte-Baume. Les bénédictins se retirent de leur couvent et cèdent la place aux dominicains.
Les dominicains accueillent les pèlerins qui se rendent de plus en plus nombreux à la grotte, et les hébergent dans l'hostellerie construite juste en face de leur couvent. Parmi les pèlerins on trouve des papes, des rois et des princes (dont Philippe VI de Valois, Alphonse IV d’Aragon, Hugues de Chypre, Louis XI, François Ier, et même Louis XIV).

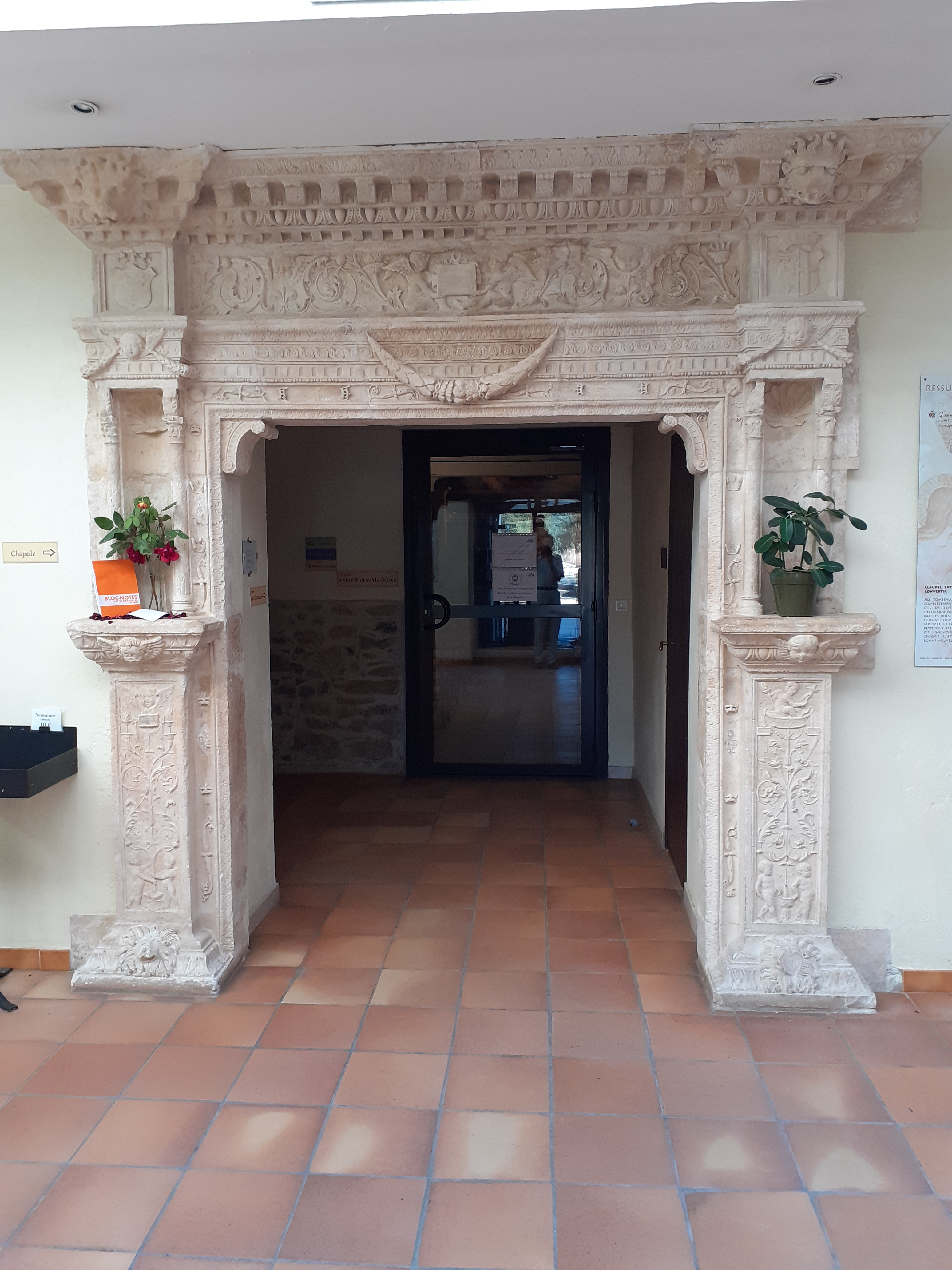
La porte offerte par, aujourd'hui exposée dans l'Hostellerie du sanctuaire.

En 1440, un incendie touche la grotte et détruit le monastère (et l'hostellerie). Louis XI, et plus tard François Ier, après leur propre pèlerinage à la grotte vont faire des dons pour financer la restauration et l'embellissement du sanctuaire, et bien sûr du couvent,.
Mais lors des guerres de Religion, en 1586 et 1592, la grotte et les bâtiments du sanctuaire sont pillés.

### Révolution, destructions et reconstruction
La Révolution française et l'Empire vont entrainer une destruction du sanctuaire et du couvent. En 1789 l’Assemblée Nationale ordonne la liquidation des maisons religieuses : les dominicains sont expulsés du couvent, la grotte et le site sont pillés.
En 1791, le marquis d’Albertas rachète les biens des dominicains qui avaient été vendus comme biens nationaux. Mais, en 1793, l’intérieur de la grotte, la grande hôtellerie attenante et le couvent sont détruits. De plus, pour écraser le mouvement contre-révolutionnaire du midi, Barras et Fréron décident de la destruction totale de la Sainte-Baume : Elle n’est plus qu’un tas de ruine. Durant cette période révolutionnaire, à une date indéterminée, une famille vient chercher refuge dans le couvent abandonné et s'y installe. Mais un soir, un inconnu survient, demande le gite. Le père accepte, mais par surprise, l'inconnu tue le père et la mère. Seule la fillette, dénommée Miette, parvient à s'enfuir et se cacher dans la forêt, échappant à son poursuivant,.
Ce n'est qu'en 1822 que Chevalier, préfet du Var, restaure le culte catholique. En 1824, une communauté de trappistes s’établit sur le plateau, en face de l’actuelle hôtellerie puis laisse la place en 1833 à des capucins qui ne restent que deux ans (les lieux d'habitation monastique n'étant pas reconstruits sur le lieu d'origine, mais à 45 min de distance).

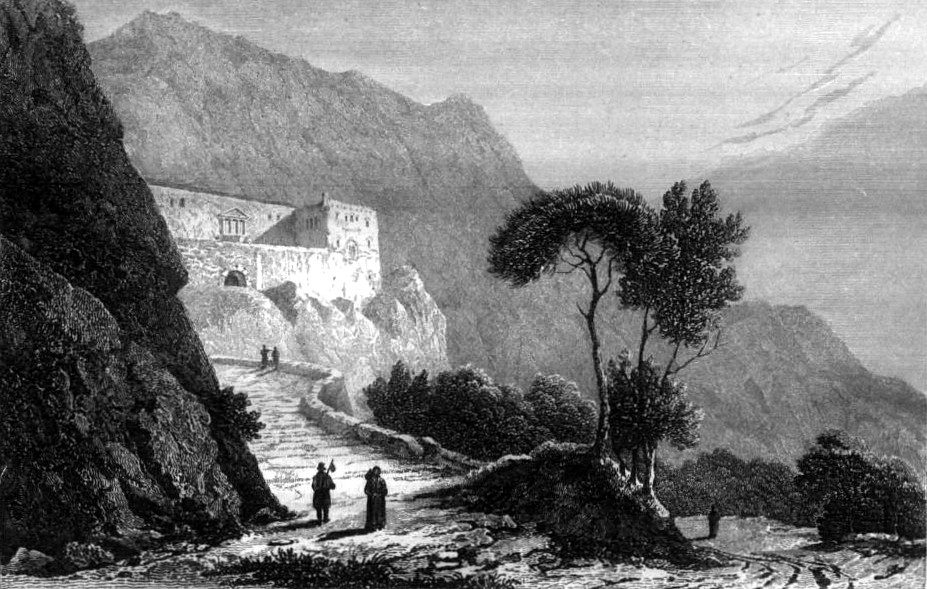
Montée au couvent après sa restauration au XIXe siècle.

En 1848, le père Henri Lacordaire, restaurateur de l’ordre dominicain en France (en 1840), se rend à la grotte et décide sa restauration. Avec l’aide de « l'œuvre pour la restauration des lieux saints de Provence », qu'il a fondée, il réinstalle le 22 juillet 1859, les frères dominicains dans un petit couvent situé contre la grotte. Il fait également reconstruire l’hôtellerie dans la plaine pour l'accueil des pèlerins.

### Période moderne
De 1900 à 1932, le père Vayssière assure la fonction de « gardien de la grotte ». Il loge dans le couvent et fait effectuer une série de travaux de réparations et réaménagement du site.
En 1914, à l'occasion des célébrations du centenaire de la réouverture du culte à la Sainte-Baume, le père Vayssière restaure les escaliers menant à la grotte (150 marches en mémoire des 150 Ave du Rosaire) et inaugure le calvaire.
En 1995 a été célébré le septième centenaire de la fondation de la basilique de Saint-Maximin et de l'installation des frères dominicains à Saint-Maximin et à la grotte de la Sainte-Baume.
De 1997 à 2002, la grotte fait l'objet d'importants travaux et son accès est fermé au public. À l'occasion de sa réouverture, quatre frères dominicains viennent s'installer dans le couvent situé à l'entrée de la grotte pour assurer le culte et l'accueil du public,. Lors de l'été 2008, le nombre des frères dominicains est porté à huit, et leur mission, en plus de l'accueil des pèlerins à la grotte, est étendue à la gestion de l'hôtellerie de la Sainte-Baume.
En juin 2020, le maire de la commune de Plan d'Aups prend un arrêté d'interdiction d’accès à la grotte pour cause de risque d'éboulement des falaises. Les travaux de purge et de consolidation débutés en février de l'année suivante ne permettront la réouverture de la grotte (et de l'accès au couvent) qu'en avril 2021,.

## Description

### AuXVesiècle

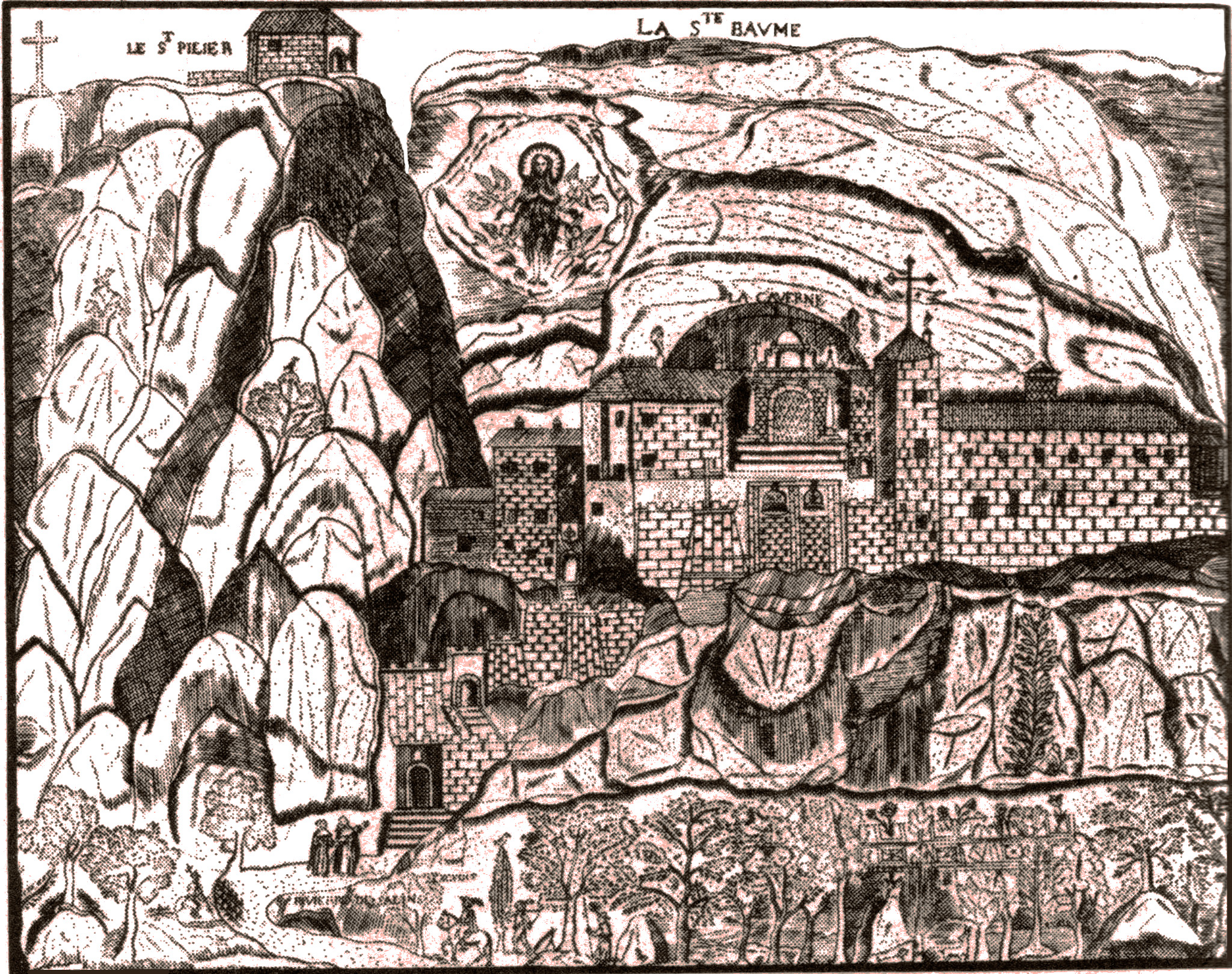
Représentation du couvent au Moyen Âge.

Du couvent original, avant sa destruction lors de la Révolution, il ne reste que peu d'information. Mais des pèlerins, à travers leurs récits nous ont laissé une description plus ou moins riche des lieux. Ainsi nous savons que le couvent des pères dominicains, jouxtant la grotte et accroché au rocher, est accessible par cent marches. Il comprend une église, des chapelles « minuscules », un chœur, un dormitorium et les autres services nécessaires, tant pour les hôtes que pour les six prêtres dominicains établis là à demeure, à cette période.

### Extérieur
Le couvent est construit sur le parvis de la grotte, sur la droite de la grotte. Construit à même la falaise, il surplomb de plus d'une dizaine de mètres le pied des falaises.
Il est établi sur 4 niveaux (dont un en sous-sol), et occupe une faible surface au sol. Le toit est un toit terrasse, plat. Le dernier étage n'occupe qu'une partie de la surface bâtie. Le bâtiment actuel a été entièrement reconstruit au XIXe siècle lors de la réinstallation des dominicains à la grotte.
Une porte privée lui donne un accès direct à la grotte (dans la partie inférieure). Il est construit et conçu pour héberger quelques moines chargés du service religieux de la grotte.

### Galerie

Vues extérieures du monastère.
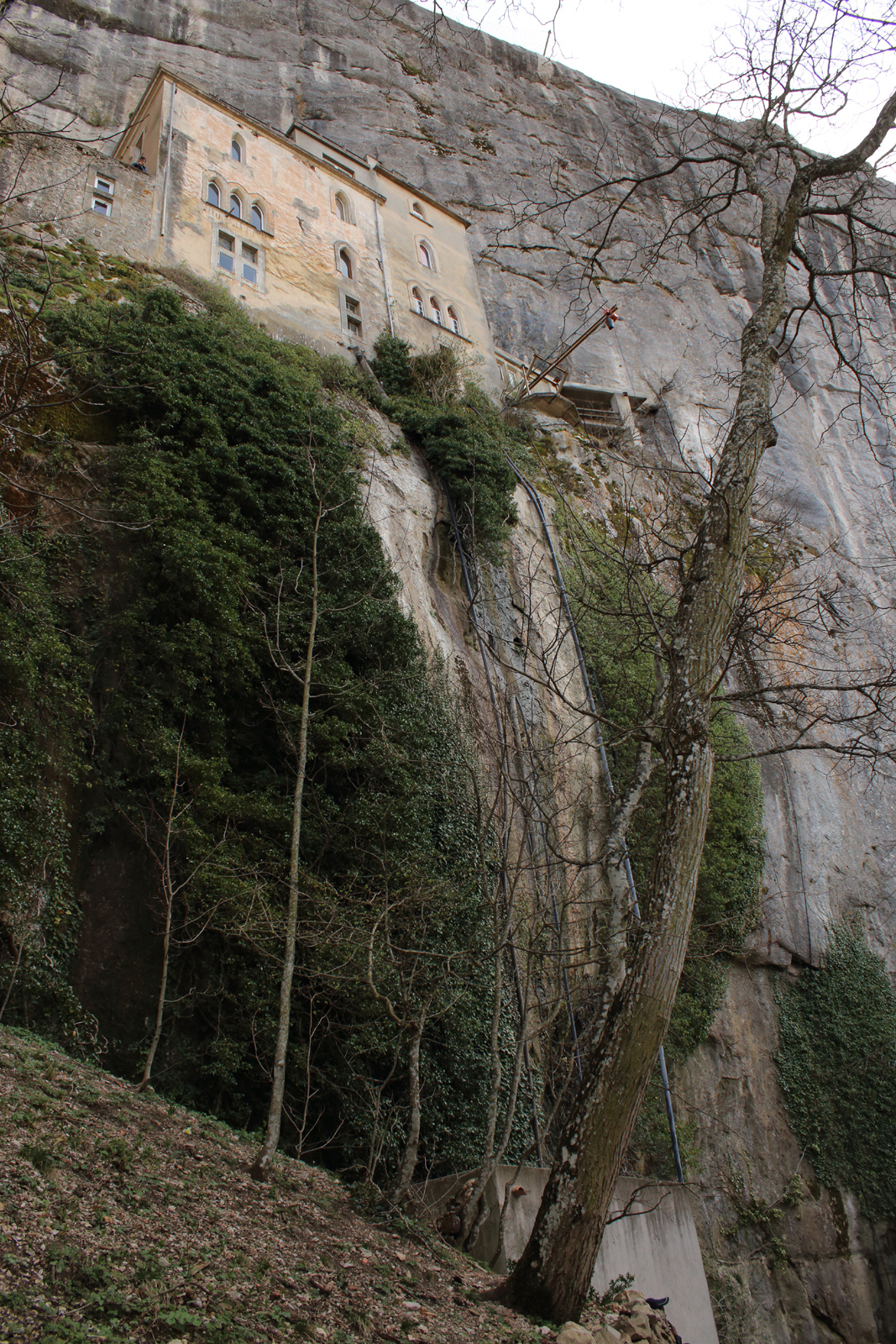
Le monastère, vu du pied des falaises.
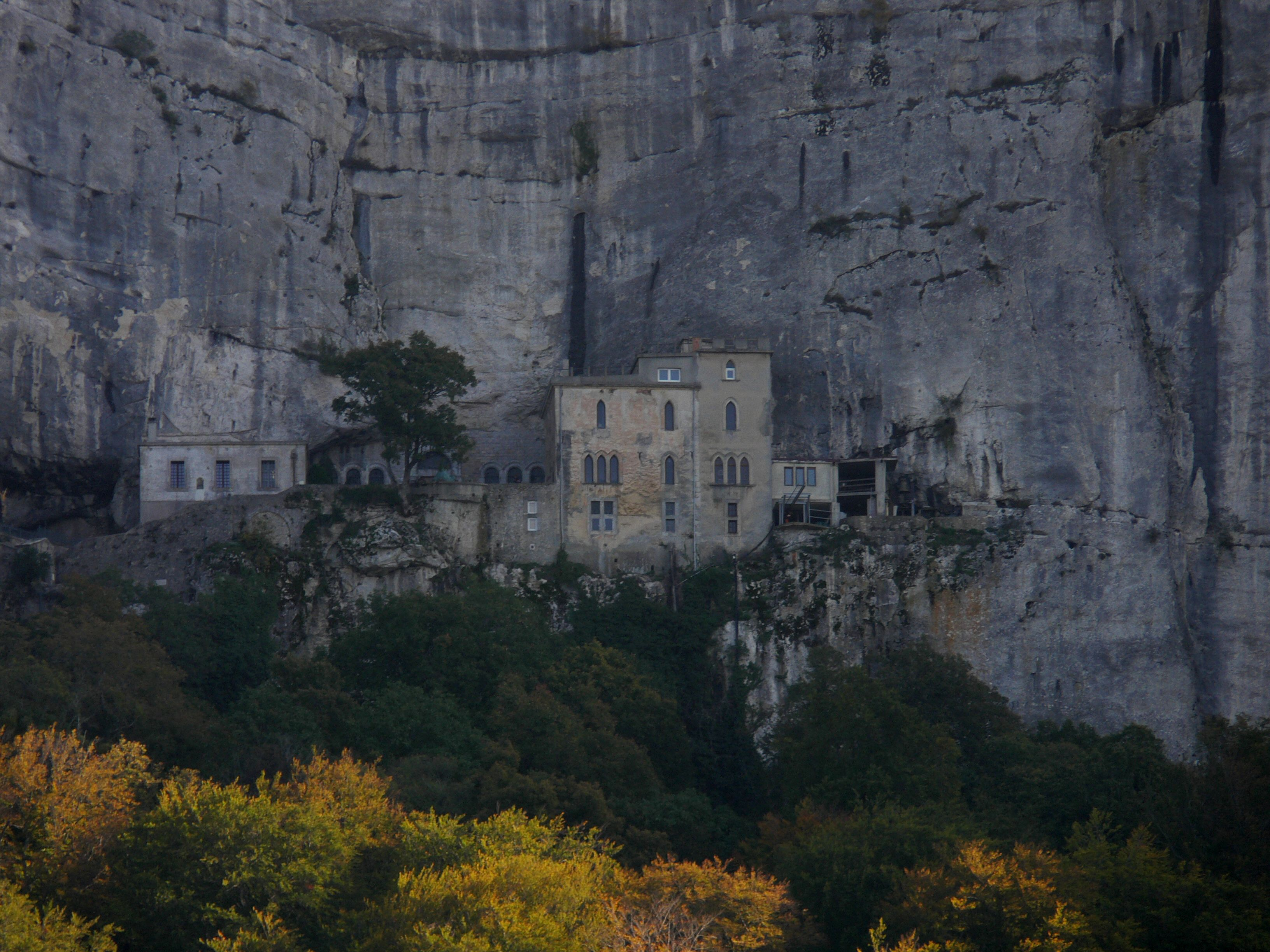
Le monastère situé sur la plateforme, à droite de la grotte.
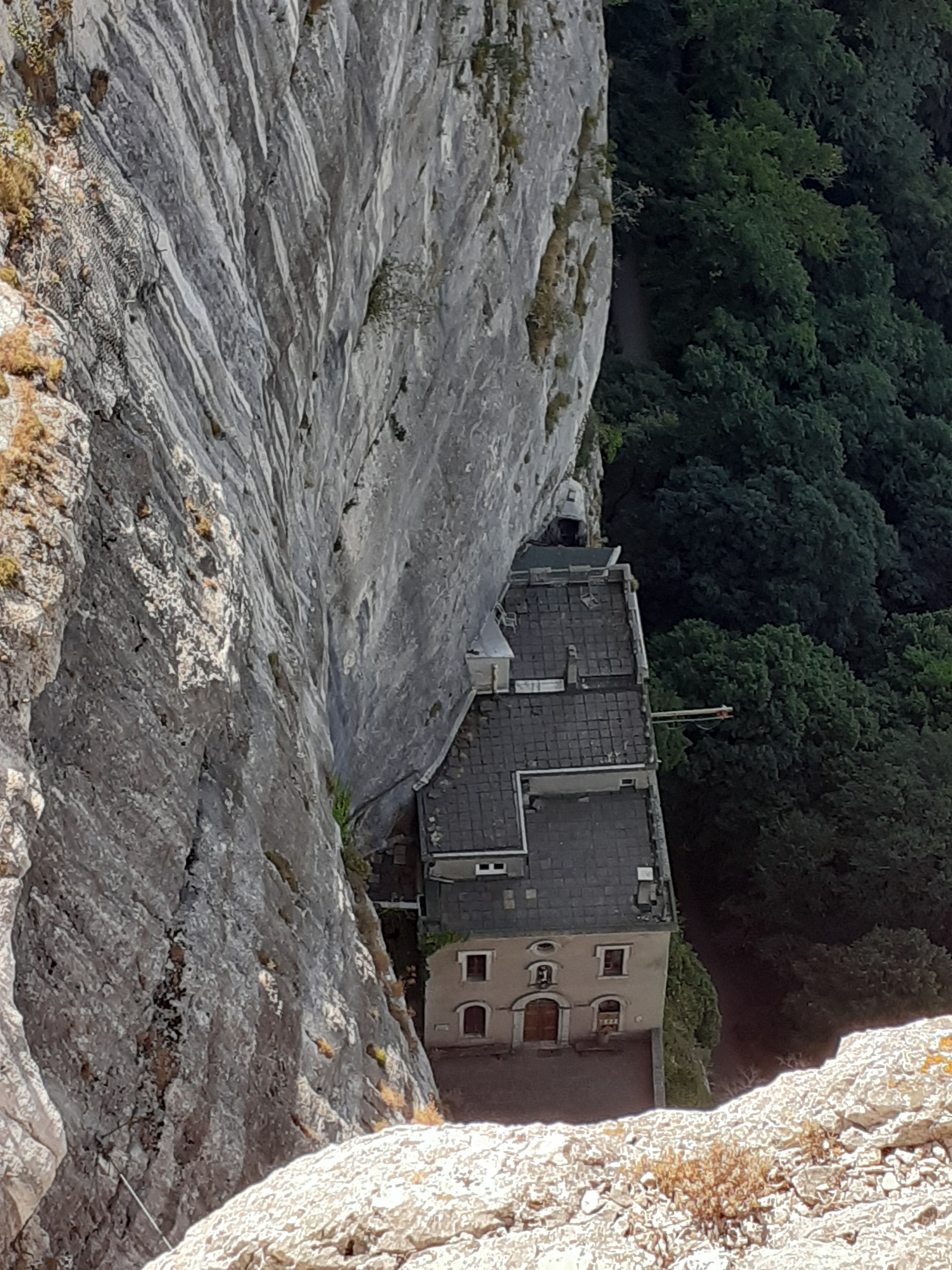
Le monastère vu depuis le Saint-Pilon, au sommet des falaises.
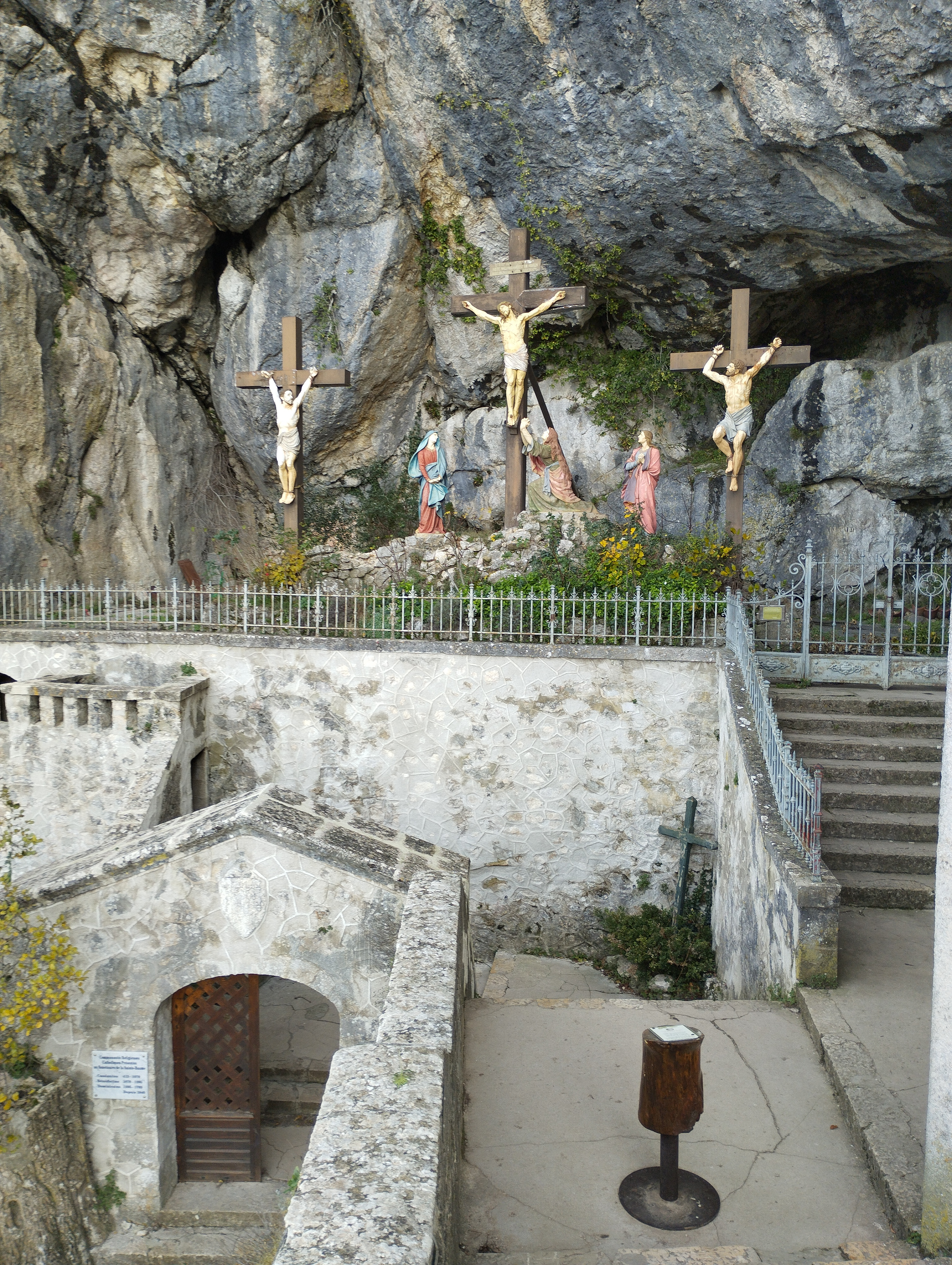
Le porche d’accès à l'esplanade en montant devant le calvaire.
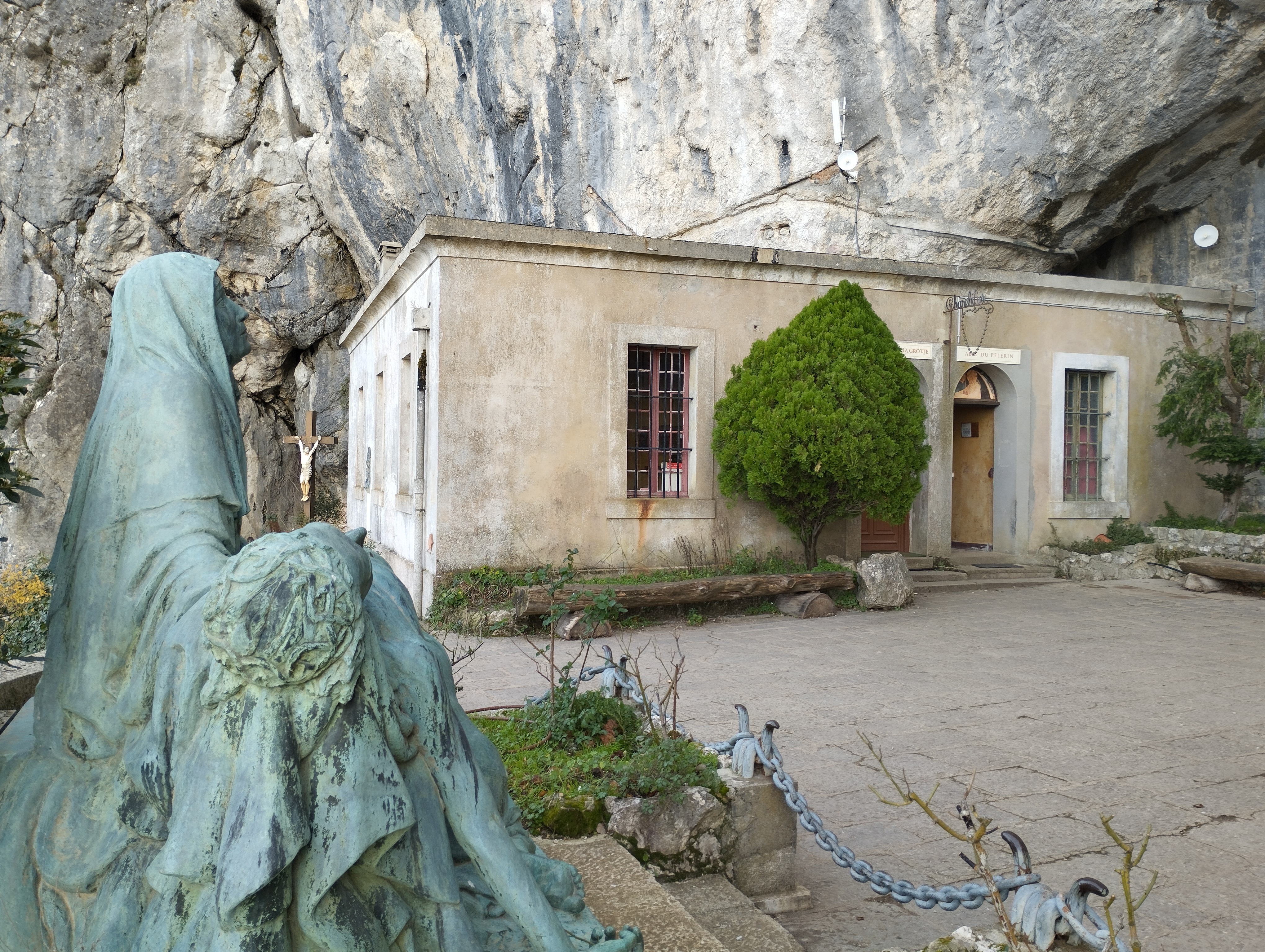
L'abri des pèlerins sur l'esplanade.
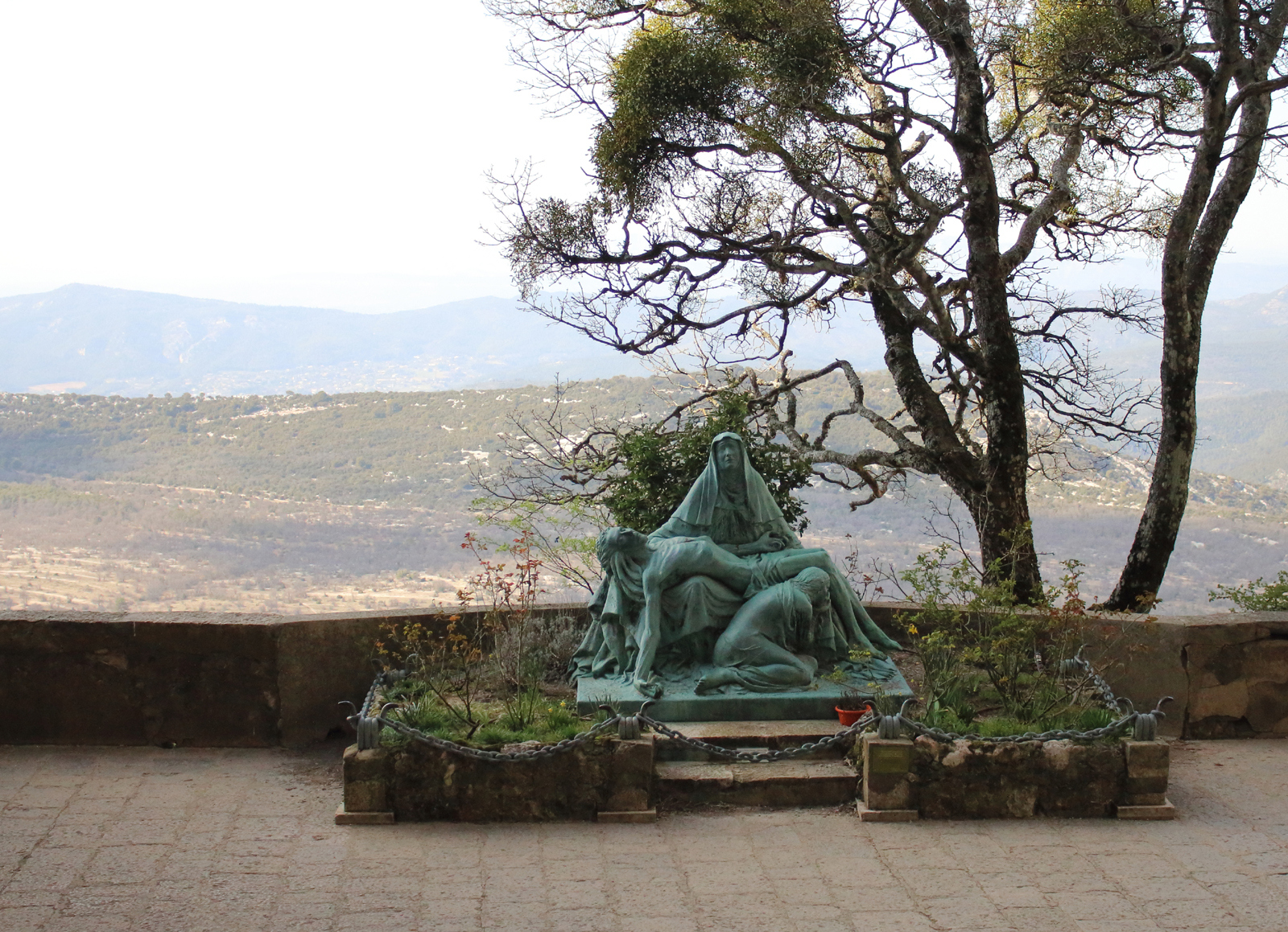
La Pietà installée sur l'esplanade devant le monastère et la grotte.